# Palmeira (Paraná)
Palmeira é um município brasileiro do estado do Paraná. Localiza-se na Microrregião de Ponta Grossa, estando a uma altitude de 865 metros. Possui uma área de 1465,1 km² e sua população, conforme estimativas do IBGE de 2021, era de 34 109 habitantes. Foi neste município que se situou a Colônia Cecília.
Com a Construção do Caminho de Viamão, no século XVIII, muitos povoados foram surgindo na região dos Campos Gerais. Com o povoamento definido chegam os imigrantes. Os russos-alemães em 1878, os poloneses em 1888 e os italianos em 1890 liderados por Giovani Rossi, sendo que estes últimos, formaram a primeira colônia anarquista da América, a Colônia Cecília. E, em 1951, chegaram os alemães menonitas que fundaram a Colônia Witmarsum e a Cooperativa Mista Agropecuária Witmarsum Ltda produtora de leite e derivados, e de frangos com a marca Cancela. Criado através da Lei Estadual nº 238, de 9 de novembro de 1897, e instalado na mesma data, foi desmembrado de Ponta Grossa.
Os habitantes naturais do município de Palmeira são denominados palmeirense. Está localizada na Mesorregião do Centro Oriental Paranaense, mais precisamente na Microrregião de Ponta Grossa, estando a uma distância de 70 km da capital do estado, Curitiba.

## Etimologia
A denominação deve-se ao fato de ter sido a cidade localizada e fundada em um capão (bosque em meio de um descampado) já anteriormente denominado Capão da Palmeira. Certamente pela existência de palmeiras na região.

## História
O núcleo que deu origem ao atual município de Palmeira surgiu nas margens do histórico Caminho de Sorocaba-Viamão, no final do século XVIII.
| “ | Assim o Curral das Vacas, no sítio abandonado de Santa Cruz do Sutil, onde Antônio Bicudo Camacho lavrara ouro nos anos de 1694 a 1699, se foi formando um insignificante povoado | ” |
|   | — David Carneiro. |   |

Este lugar era primitivamente local de pouso e curral de gado, utilizado por tropeiros que demandavam do Rio Grande a São Paulo.
Inicialmente denominada Freguesia Nova, foi oficialmente elevada à categoria de freguesia em 1833, sob a invocação de Nossa Senhora da Conceição, sendo que sua história é intimamente ligada à Freguesia Colada de Tamanduá (da qual atualmente só existem ruínas), que situava-se nas vizinhanças. Esta freguesia, Colada de Tamanduá, possuía área de meia légua, doada pelo coronel Antonio Luíz "Tigre", que faleceu sem deixar herdeiros de seu vasto patrimônio, que ficou nas mãos do Convento do Carmo, de São Paulo.
Moisés Marcondes de Oliveira e Sá em seu livro "Pai e Patrono", faz interessante e rica descrição sobre os primórdios desta localidade:
| “ | ...a Freguesia Colada de Nossa Senhora da Conceição do Tamanduá estava com seus dias contados. Em condições assim desfavoráveis, acrescidas das de ordem religiosa, visto como povoadores, internando-se nos Campos Gerais, em busca de melhores condições, iam cada vez mais se distanciando da capela que, ali fora construída pelos padres carmelitas, no ano de de 1709, operou-se a transferência da freguesia para Palmeira, denominação por que era conhecido o "capão" que lhe o nome e também à Fazenda dos avós maternos de Jesuíno Marcondes, tenente Manoel José de Araújo e sua mulher D. Ana Maria da Conceição e Sá, doadores, por Ato de 7 de abril de 1819, do terreno onde deveria se instalar a nova freguesia, cujo patrimônio foi também enriquecido pelos terrenos doados por escritura pública pelo Barão do Tibagi e por D. Josefa Joaquina de França, conforme se verifica da Lei nº 337, de 19 de abril de 1872, que incorporou os mencionados terrenos aos bens municipais". | ” |
|   | — Moisés Marcondes. |   |

Por outro lado, muito concorreu para essa mudança, segundo se depreende do relatório de 1854 de Zacarias de Góis e Vasconcelos, a luta que manteve o vigário Antônio Duarte dos Passos com o guardião do Carmo, a qual primeiro a estabelecer a igreja no terreno onde hoje se encontra a Matriz de Palmeira. Com a transferência da sede da Freguesia de Tamanduá para Palmeira, naturalmente foi se transferindo a população para o novo povoado onde se construira a nova capela, transferida para ali em busca de melhores condições de vida.
A corrente de povoamento foi mais tarde aumentada com a chegada de colonos russos e alemães, que se estabeleceram nos Campos Gerais a partir de 1878. Pode-se dizer que a evolução social de Palmeira se processou sob os melhores auspícios, tanto pela formação da nova freguesia, com famílias ilustres, quanto pela comunidade da Freguesia de Tamanduá, que se mudou em peso para a nova localidade.
Pela Lei Provincial nº 184, de 3 de maio de 1869, a Freguesia de Palmeira foi elevada à categoria de vila e município, com território desmembrado de Ponta Grossa. A instalação oficial ocorreu no dia 15 de fevereiro de 1870. Pela Lei nº 238, de 9 de novembro de 1877, Palmeira recebeu foros de cidade, sendo que através da Lei nº 952, de 23 de outubro de 1889 foi elevada à categoria de Comarca. A instalação ocorreu a 1º de março de 1890, em solenidade presidida pelo seu primeiro Juiz de Direito, dr. Tristão Cardoso de Menezes.
Palmeira abrigou em seu território inúmeras colônias de imigrantes, dentre as quais: Sinimbu, Marcondes, Nossa Senhora do Lago, Santa Quitéria, Alegrete, Hartmann, Papagaios Novos (todos com alemães vindos do Volga em 1878), e mais Santa Bárbara com Cantagalo com os núcleos Puga, Quero-Quero e Capão da Anta (mais ou menos prósperos, segundo Romário Martins), Kittolandia (ingleses liderados por Charles William Kitto) e a Colônia que foi formada em 1889 por italianos.

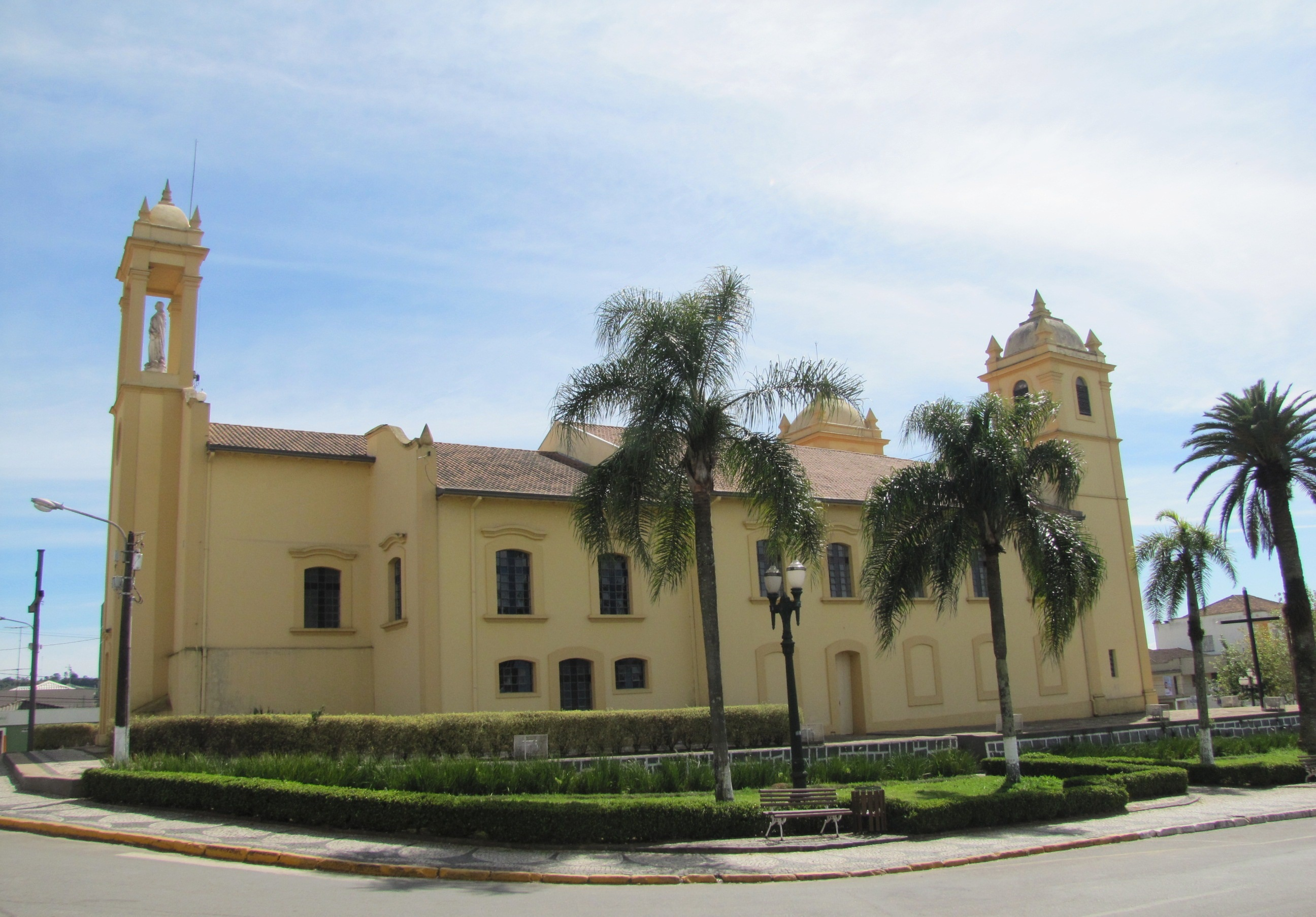
Vista lateral da Igreja Matriz da cidade.

A Colônia Cecília é uma página a parte na historiografia regional. Idealizada ainda no regime imperial, sob permissão do Imperador Pedro II, foi organizada por Giovanni Rossi e constitui-se em uma "experiência anarquista" em pleno final do século XIX. Com Rossi vieram entre cem e duzentas pessoas, dentre os quais alguns intelectuais que se dispuseram a pôr em prática seus ideais anarquistas. A colônia ficava entre Palmeira, Porto Amazonas e Lapa, próximo de um lugar denominado Serrinha, sendo que atualmente existem apenas estábulos envelhecidos e poucos descendentes de anarquistas. Plantavam e viviam em comunidade, respeitando a natureza, no entanto a experiência durou apenas de 1889 a 1895. Houve dispersão comunitária, em busca de maior civilidade, mas os ideais anarquistas proliferaram. Giovanni Rossi perdeu dois filhos na Colônia Cecília, sendo um dos últimos a se retirar do lugar.
Em 2 de janeiro de 1892, pelo Decreto nº 7, foi criado o Distrito de Papagaios Novos (sede de antigo núcleo colonial alemão), sendo extinto em 1910, assim como o de Diamantina. A Lei nº 1.164, de 30 de março de 1912, restabeleceu os foros destes distritos, foram novamente extintos em 1920, pela Lei nº 1965. Em 1940 o município de Entre Rios foi anexado, como simples distrito, ao município de Palmeira. Em 1921 foi restabelecido o distrito de Papagaios Novos, que permanece até os dias de hoje jurisdicionada ao município de Palmeira.

## Demografia

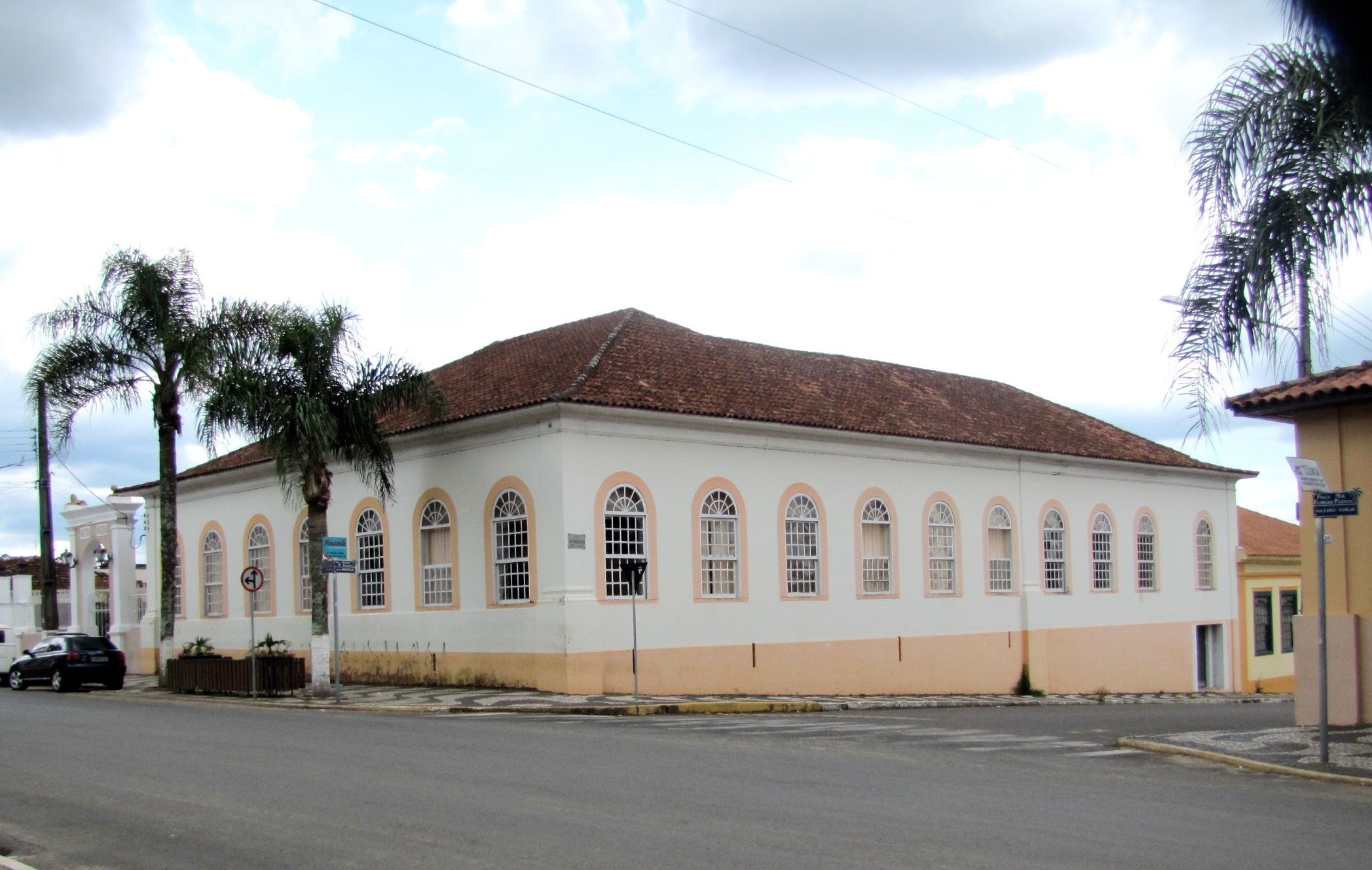
Clube Palmeirense.

### Imigrações
A região já era povoada por ricos fazendeiros portugueses, antigos bandeirantes paulistas que se fixaram na região, caboclos e negros descendentes de escravos. A partir de 1878, por iniciativa dos governos provincial e imperial começam a se fixar na região outras colônias de imigrantes:
- Alemães (Volksdeutsche) de Rússia: começaram a chegar em 1878 e formaram sete núcleos ou colônias de povoação. Se dividiam em católicos e luteranos. Muitos abandonaram a atividade agrícola e passaram a se dedicar ao serviço de transporte de mercadorias com carroções. Outros passaram a trabalhar em obras públicas e outras ainda em atividades urbanas.
- Polacos: chegaram a partir de 1888. Agricultores por excelência, se espalharam pelo município formando várias colônias.
- Italianos - Anarquistas: chegaram em 1890, motivados por Giovani Rossi para implantar a primeira Colônia Anarquista da América, mundialmente conhecida como "Colônia Cecília". A mesma acabou alguns anos depois por motivos internos e externos,  os imigrantes italianos se transferiram para várias regiões do Brasil, contribuindo decisivamente para o surgimento do movimento sindical em nosso país. Ficam em Palmeira apenas três famílias.
- Alemães Menonitas: chegam em 1951 e fundam a Colônia Witmarsum e a Cooperativa Mista Agropecuária Witmarsum Ltda. que é grande produtora de leite e seus derivados e de frango com a marca Cancela.
- Russos Brancos: chegaram em 1958 e se fixaram na localidade de Santa Cruz, entre Ponta Grossa e Palmeira, dedicando-se a atividade agrícola.
- Sírio-libaneses, palestinos, egípcios e japoneses: chegaram no início do século XX. Os sírio-libaneses se dedicaram ao comércio e os japoneses ao comércio e a agricultura.

## Patrimônios históricos

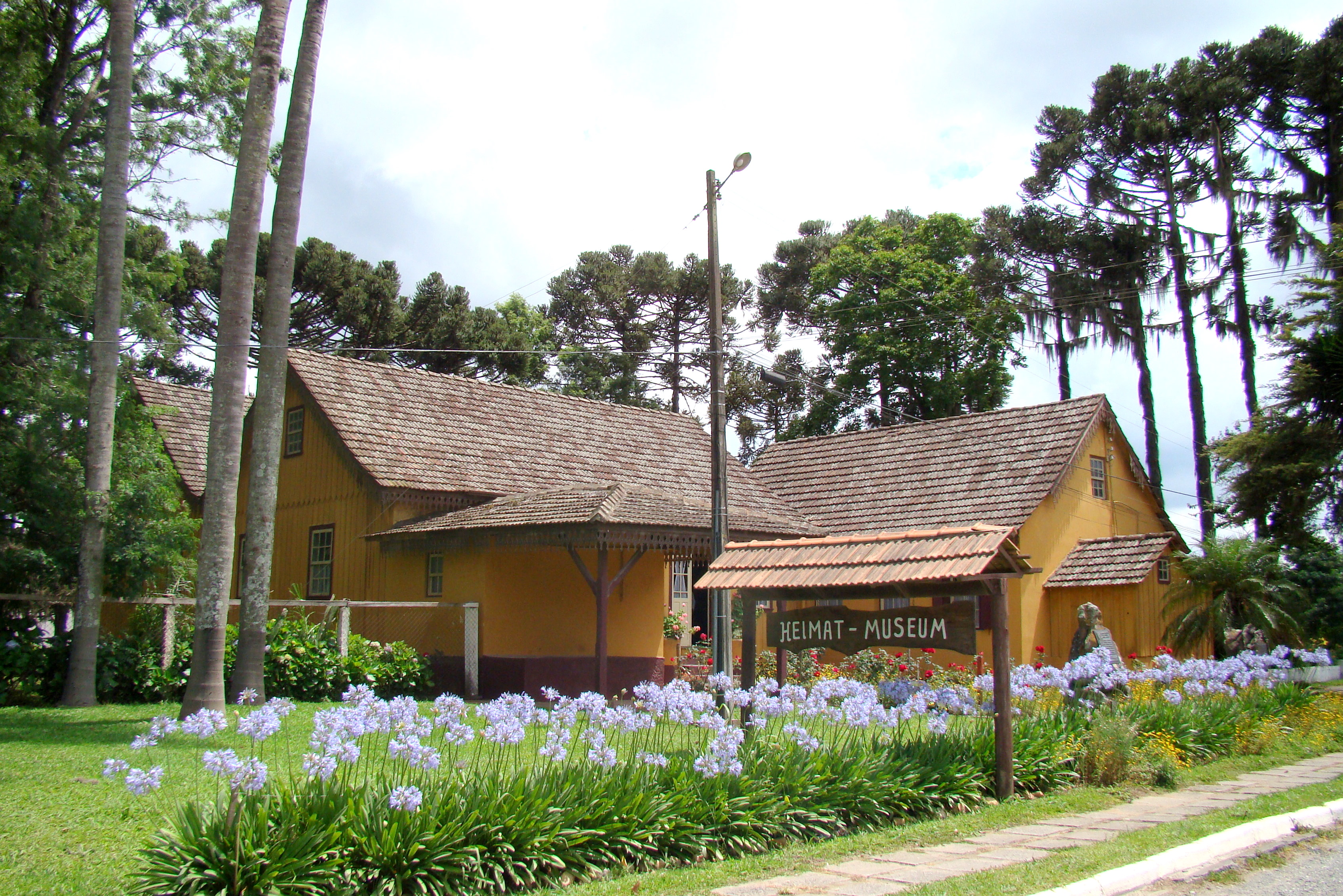
Museu histórico - Casa Fazenda Cancela.

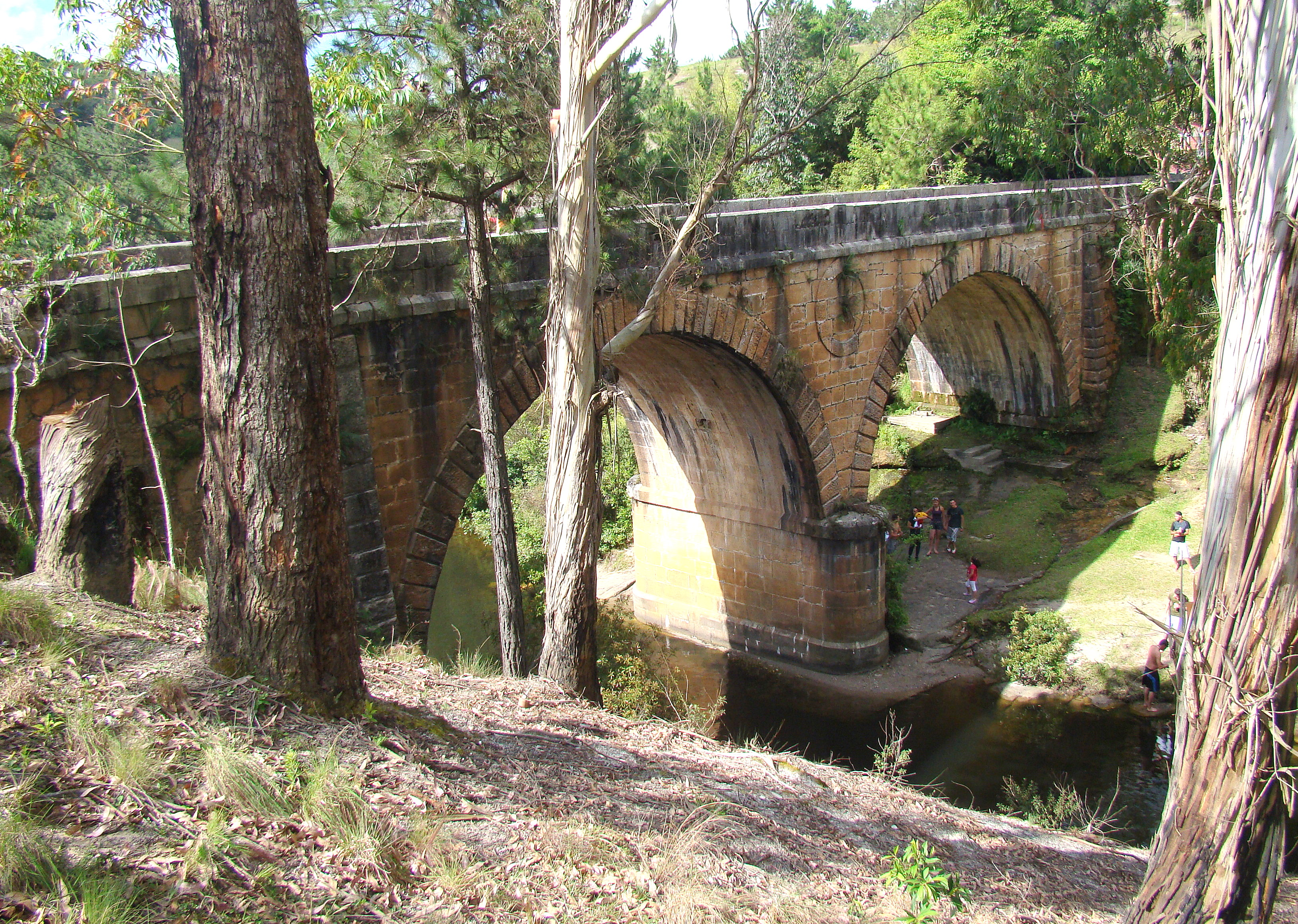
Ponte dos Papagaios - construção histórica.

O município possui como patrimônio histórico do estado do Paraná, a Ponte dos Papagaios e a arquibancada de madeira do Ypiranga Futebol Clube, o time local da cidade, além da Casa Fazenda Cancela, que é um museu e edifício histórico localizado dentro da Colônia Witmarsum.

## Cultura

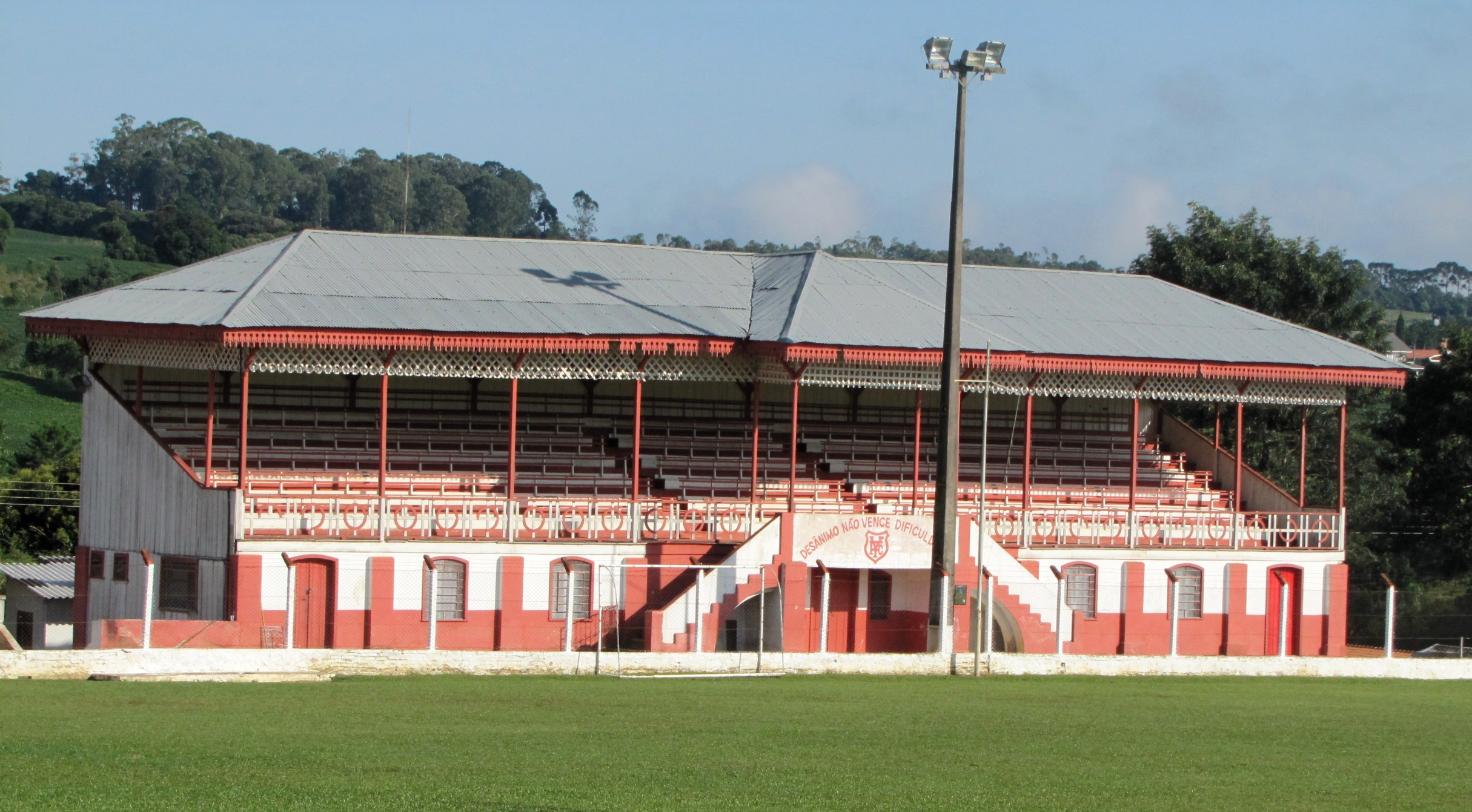
Estádio de futebol João Chede.

### Culinária
Prato típico
O prato típico do município é o pão no bafo, que em 2015 foi tombado pela prefeitura como patrimônio cultural do município. A iguaria que leva pão, repolho e derivados de carne suína, foi trazida pelos imigrantes russos-alemães em 1878.

### Personalidades

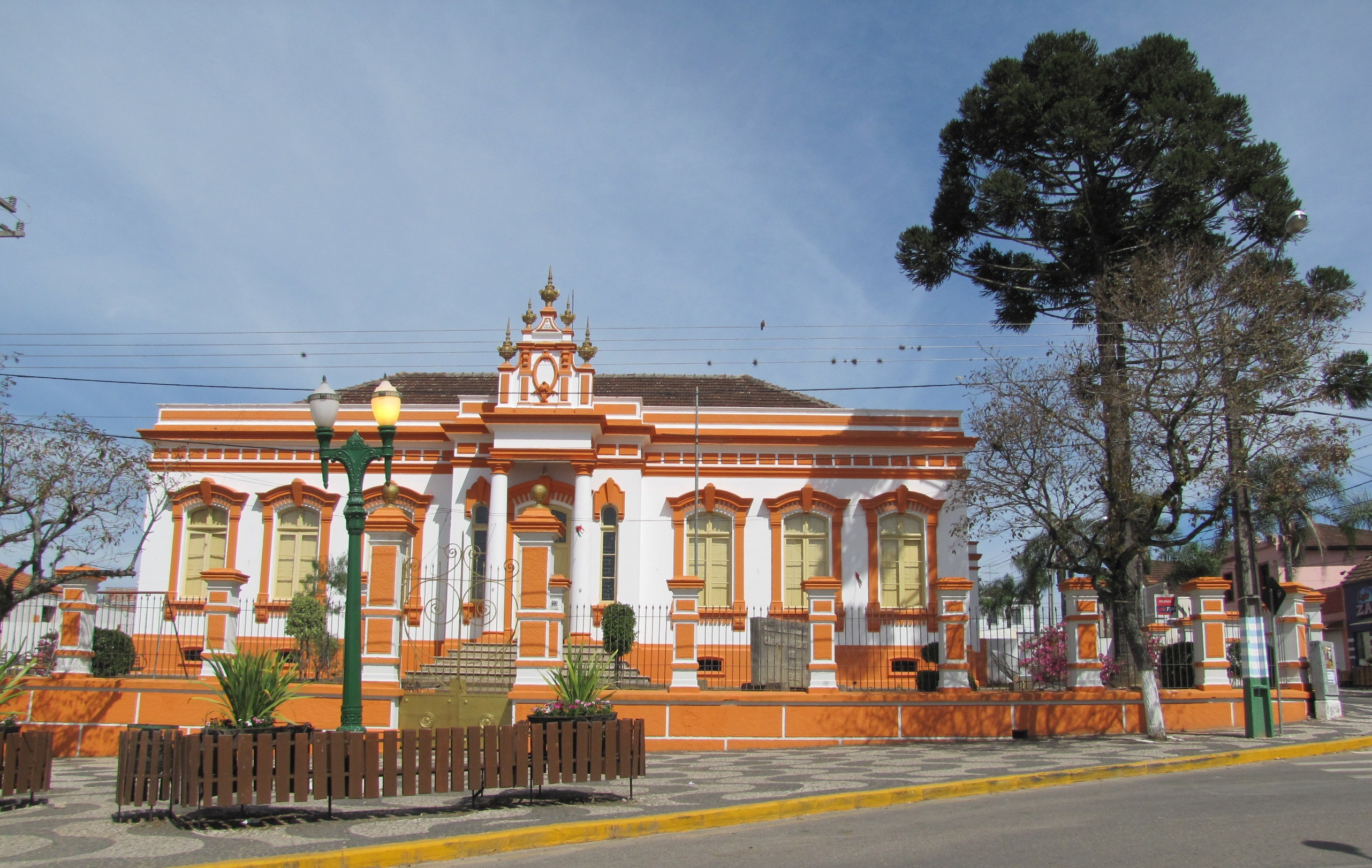
Antiga sede da Coletoria.

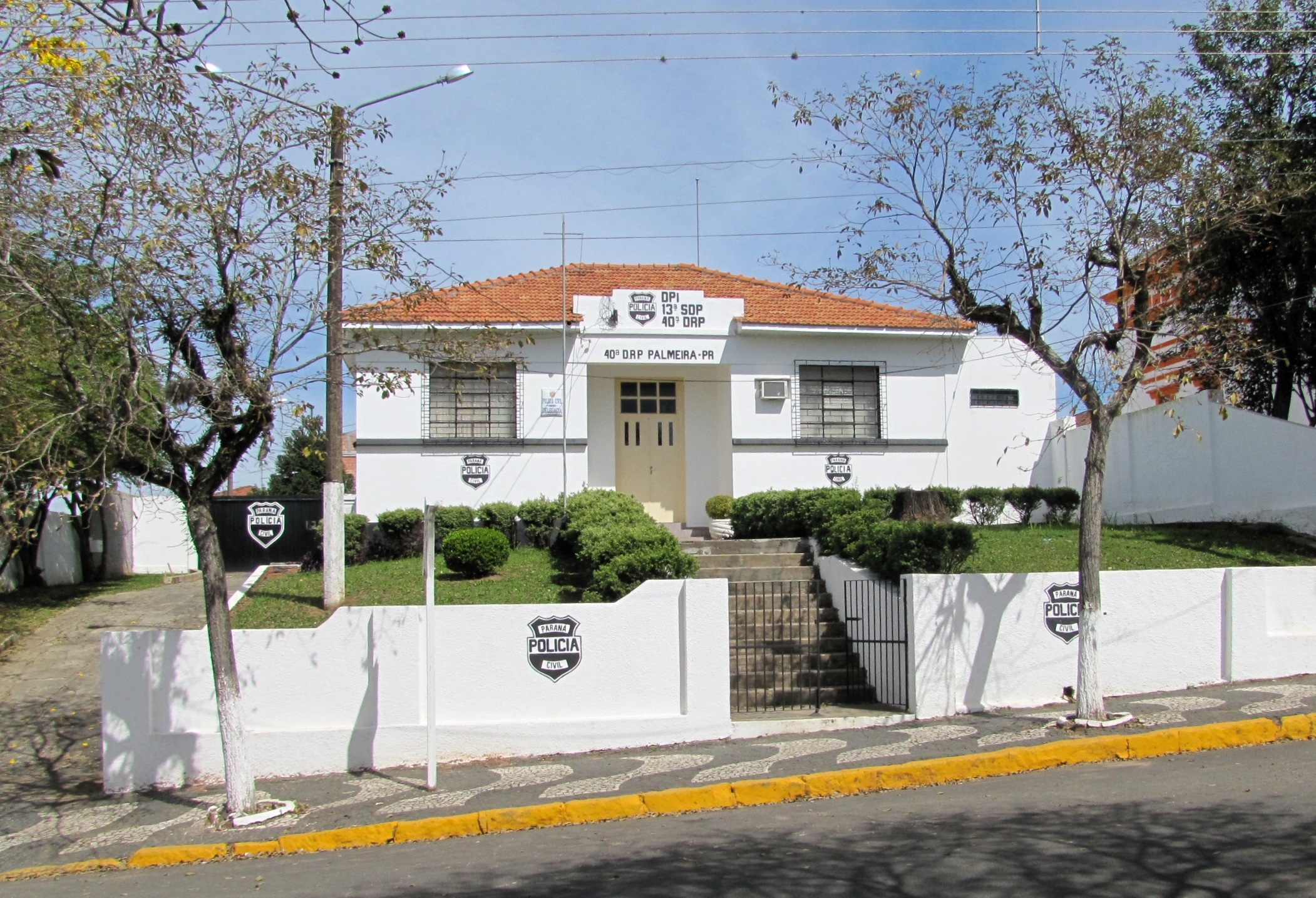
Delegacia policial da cidade, inaugurada em 4 de junho de 1950 pelo secretário de Segurança do Estado, Pedro Scherer Sobrinho.

Palmeira foi o berço de personagens famosos que contribuíran com a história do Paraná e do Brasil, entre essas personalidades destacam-se: o Barão do Tibaji e Viscondessa do Tibaji; Jesuíno Marcondes de Oliveira e Sá, que participou do Ministério de D. Pedro II durante o Império (Ministro da Agricultura, Comércio e Obras Públicas), além de ter sido o último presidente da Província do Paraná, até 1888; Heitor Stockler de França, príncipe dos Poetas do Paraná; Alfredo Bertoldo Klas, pracinha da FEB, escritor e prefeito de Palmeira; João Chede, deputado estadual e prefeito de Palmeira; Nacim Bacila Neto, jurista e jornalista, ex-presidente do Tribunal de Contas do Estado do Paraná; Dom Alberto Gonçalves, primeiro paranaense a ser consagrado bispo; Metry Bacila, médico e cientista de renome internacional; Ivo Arzua Pereira, político e escritor, foi prefeito de Curitiba e ministro da Agricultura do Brasil; Dr. Moisés Marcondes, médico, romancista e cronista; Coronel Antônio de Sá Camargo, um dos fundadores da cidade de Guarapuava; Pedro Scherer Sobrinho, oficial do Corpo de Bombeiros e da Polícia Militar do Paraná que teve ativa participação política no Estado; Clã Ferreira Maciel, composto por Pedro Ferreira Maciel, Luís Ferreira Maciel, Ottoni Ferreira Maciel e Domingos Ferreira Maciel; Manuel Demétrio de Oliveira, herói da Guerra do Paraguai; Sérgio Krzywy, Bispo.

## Esporte
No passado, o Pinheiral Esporte Clube foi vice-campeão paranaense em 1939. Também o Ypiranga participou do Campeonato Paranaense de Futebol.

## Transporte
O município de Palmeira é servido pelas seguintes rodovias:
- BR-376, que passa por seu território, que liga Curitiba ao norte do Paraná (Apucarana)
- BR-277, que liga Curitiba a Foz do Iguaçu (e ao Paraguai)
- PR-151, que liga a Ponta Grossa e a São Mateus do Sul[22]